# ومند
ومند (به مجاری:  Véménd) یک منطقهٔ مسکونی در مجارستان است که در ناحیه موهاچ واقع شده‌است.